# KHS (företag)
KHS är ett tyskt företag verksamt inom förpackningsindustrin, framför allt vad gäller maskiner för att tillverka och fylla flaskor och burkar med drycker. Företagets har sitt huvudkontor i Dortmund, men även produktionsanläggningar i Brasilien, USA, Mexiko, Indien och Kina. År 2010 hade KHS drygt 5000 anställda och omsatte en knapp miljard euro.
Företaget har sitt ursprung i Holstein & Kappert som grundades 1868, och namnet KHS blev resultatet av en sammanslagning med Klöckner-Werke.